# خالد عبد الله يونس
خالد عبد الله يونس (3 سبتمبر 1964 -) هو داعية وإعلامي مصري.

## حياته ونشأته
ولد في في القاهرة، تخرّج من جامعة القاهرة بكالوريوس هندسة مدنية، وكان يقدم برنامج مصر الجديدة على قناة الناس، وهو برنامج (توك شو) يومي يتناول كافة الموضوعات الساخنة والمطروحة على الساحة المصرية والعربية والإسلامية 

## مسيرته
يلقى العديد من الخطب والدروس في:
- مسجد الصديق – مساكن الشيراتون.
- مسجد عباد الرحمن – الشيخ زايد.
- مسجد المدينة المنورة – المعادي.
- مسجد غريب -سوق التوفيقية-ميدان الإسعاف -رمسيس

## قضايا
أحالت النيابة العامة في مصر الداعية السلفي الحليف لجماعة الإخوان خالد عبد الله إلى الجنايات، بتهمة «إهانة الشرطة»، بعد أن تقدم نادي ضباط الشرطة ببلاغ في يوليو 2013، اتهامه بالهجوم في برنامجه «مصر الجديدة» على ضباط الشرطة، لرفضهم قمع تظاهرات 30 يونيو 2013 المعارضة للرئيس الراحل محمد مرسي.